# موسيقى هندية
موسيقى هندية تتكون من عدة أنواع وهي أساسية في حياة الهنود اليوم كمصدر إلهام ديني. وتشمل الموسيقى من الهند أصناف متعددة من الموسيقى الهندية الكلاسيكية، والموسيقى الشعبية، فيلمي، والبوب الهندي. تعود التقاليد الموسيقية الكلاسيكية الهندية، بما في ذلك الموسيقى الكلاسيكية الهندوستانية وكارناتيك، لتاريخ يمتد آلاف السنين وتطورت على مدى عدة عصور. بدأت الموسيقى في الهند باعتبارها جزءا لا يتجزأ من الحياة الاجتماعية والدينية.
تمتد جذور موسيقى الهند الكلاسيكية في أدب الفيدا الخاص بالهندوسية والناتيا شاسترا القديمة، وهي نصوص سنسكريتية قديمة عن العروض الفنية كتبها بهاراتا موني. يُعتبر النص السنسكريتي من القرن الثالث عشر، سانجيتا راتناكارا من سارانجديفا، النص التعريفي لكل من تقليدي الموسيقى الهندوستانية والكارناكيتية.
تتكون الموسيقى الكلاسيكية الهندية من عنصرين أساسيين، الراجا والتالا. يعتمد الراجا على السوارا (درجات موسيقية تضم نغمات دقيقة)، وتشكل نسيج البنية اللحنية، بينما يزوده التالا بإطار إبداعي من الارتجالات الإيقاعية باستخدام للوقت. غالبًا ما تمتاز المسافة بين الدرجات الموسيقية بأهمية أكبر من الدرجات ذاتها في الموسيقى الكلاسيكية الهندية، إذ إنها تتجاهل المفاهيم الكلاسيكية الغربية مثل الانسجام، أو الطباق، أو الكورد أو التضمين.

## ميزاتها
تُعد الموسيقى الكلاسيكية الهندية نوعًا موسيقيًا من موسيقى جنوب آسيا، تشمل الأنواع الأخرى موسيقى الأفلام، وأنواعًا مختلفة من البوب، وموسيقى الفولك الإقليمية، الموسيقى الدينية والتعبدية.
في الموسيقى الكلاسيكية الهندية، يُعتبر الراجا والتالا عنصرين أساسيين. يشكل الراجا نسيج البنية اللحنية، بينما يحافظ التالا على الدورة الزمنية. ويشكل كلاهما إطارًا مفتوحًا أمام الإبداع إذ يوفران عددًا كبيرًا من الإمكانات، ومع ذلك، يأخذ التقليد بعدة مئات من الراجا والتالا فقط كأساسيات. يرتبط الراجا بشدة مع التالا أو مع دليل «تقسيم الوقت»، إذ تُسمى كل وحدة بالماترا (النبضة والمدة بين النبضات).

### الراجا
الراجا هو مفهوم مركزي في الموسيقى الهندية، سائد في التعبير عنها. وفقًا لوالتر كوفمان، بسبب ميزاته السائدة والبارزة في الموسيقى الهندية، لا يمكن تعريف الراجا بسطر واحد أو اثنين. يُوصف الراجا تقريبًا بأنه كيان موسيقي يشمل تنغيم الدرجات الموسيقية وتوقيتها النسبي وترتيبها، بطريقة مشابهة للكلمات التي تشكل العبارات بمرونة فتخلق جوًا من التعبير. في بعض الحالات، تُعتبر بعض القواعد إلزاميةً، إلا أنها قد تكون اختياريةً في حالات أخرى. يسمح الراجا بالمرونة، إذ يمكن للفنان أن يعتمد على التعبير البسيط، أو يمكن له إضافة بعض المحليات التي تعبر عن الرسالة الأساسية ذاتها لكنها تثير درجةً مختلفةً من المزاج.
يحتوي الراجا على مجموعة من الدرجات الموسيقية، على سلم موسيقي، مرتبة في ألحان مع موتيفات موسيقية. يشير برونو نيتل إلى أن الموسيقي الذي يعزف الراجا قد يستخدم تقليديًا الدرجات الموسيقية هذه فقط، لكنه يمتلك حرية الارتجال أو التركيز على درجات معينة من السلم. يقترح التقليد الهندي تسلسلًا معينًا لكيفية انتقال الموسيقي من درجة موسيقية إلى أخرى في كل راجا، من أجل أن يخلق الأداء ما يُسمى الراسا (المزاج والجو والمغزى والشعور الداخلي) إذ يكون فريدًا في كل راجا. من الممكن كتابة الراجا على سلم موسيقي. نظريًا، من الممكن إنشاء آلاف الراجا بالاعتماد على خمس درجات موسيقية أو أكثر، لكن في السياق العملي، انتقى التقليد الكلاسيكي الهندي عدة مئات من تأليفات الراجا واعتمد عليها عادةً. بالنسبة إلى معظم الفنانين، يضم مخزونهم الأساسي المثالي ما يقارب أربعين إلى خمسين راجا. يرتبط الراجا بشدة مع التالا أو مع دليل «تقسيم الوقت»، إذ تُسمى كل وحدة بالماترا (النبضة والمدة بين النبضات).
لا يُعد الراجا نغمةً، إذ يمكن للراجا الواحد حمل عدد كبير من النغمات. ولا يُعد نطاقًا، إذ يمكن لعدد من الراجا الاعتماد على النطاق نفسه. يصرح برونو نيتل وباحثون موسيقيون آخرون بأن الراجا مفهوم يشبه النمط، شيء بين مجالي النغم والنطاق، ويمكن تصوره بالشكل الأفضل على أنه «مجموعة فريدة من الميزات اللحنية، خُططت ونُظمت من أجل خلق شعور جمالي فريد لدى المستمع». يتمثل هدف الراجا وفنانيها في خلق الراسا (مغزى وشعور وجو) عبر الموسيقى، كما يفعل الرقص الكلاسيكي الهندي عبر العروض الفنية. في التقليد الهندي، يؤدي الفنانون الرقصات الكلاسيكية مع مجموعة موسيقية من الراجا المتنوعة.

### التالا
وفقًا لديفيد نيلسون، الباحث في علم موسيقى الشعوب والمختص بالموسيقى الكارناكيتية، يغطي التالا في الموسيقى الهندية «مادة المتر الموسيقي بأكملها». تُؤلف الموسيقى الهندية وتُعزف في إطار متري، وهو بنية من النبضات التي تمثل التالا. يقيس التالا الوقت الموسيقي في الموسيقى الهندية. ومع ذلك، لا يستلزم نمط نبر متكرر منتظم، بل يعتمد ترتيبه الهرمي عوضًا عن ذلك على كيفية أداء القطعة الموسيقية.
يشكل التالا البنية المترية التي تتكرر، في إيقاع دوري، من بداية أي جزء غنائي أو راقص معين إلى نهايته، ما يجعله مواز للمتر في الموسيقى الغربية من الناحية النظرية. ومع ذلك، يحظى التالا بعدد من الميزات الكمية التي لا تملكها المترات الغربية. على سبيل المثال، قد يكون التالا أطول من أي متر غربي كلاسيكي، مثل الإطار المعتمد على 29 نبضة الذي تستغرق دورته ما يقارب 45 ثانية لتكتمل عند عزفها. يتميز التالا أيضًا بافتقاره إلى تأليف النبضة «ضعيفة، قوية» التي توجد عادةً في المتر الأوروبي التقليدي. في التقاليد الهندية الكلاسيكية، لا يقتصر التالا على التبادل ما بين النبضات القوية والضعيفة، بل تسمح مرونته بتحديد نبرة النبضة من خلال شكل العبارة الموسيقية.
يُسمى نمط التالا الذي يُستخدم على نطاق واسع في نظام جنوب الهند آدي تالا. أما في نظام شمال الهند، يُعتبر التينتال نمط التالا الأكثر شيوعًا. في النظامين الرئيسين للموسيقى الهندية الكلاسيكية، يُسمى العد الأول لأي تالا السام.

### الأدوات الموسيقية
تشمل الأدوات الموسيقية التي تُستخدم عادةً في الموسيقى الهندوستانية كلًا من السيتار، والسارود، والإسراج، والفينا، والطنبورة، والبانسوري، والشيهناي، والسارانجي، والكمان، والسانتور، والباكهافاج والطبلة. بينما تشمل الأدوات الموسيقية التي تُستخدم عادةً في الموسيقى الكارناكيتية الفينا، والفينو، والغوتافاديام، والقدمية، والمريدانغام، والكانجيرا، والغاتام، والناداسوارام والكمان.
عادةً ما يحافظ عازفو الطبلة (نوع من الدرامز) على الإيقاع، إذ يُعتبر مؤشرًا للوقت في الموسيقى الهندوستانية. تُعد الطنبورة الوترية من الآلات الشائعة أيضًا، إذ تُعزف على نغمة ثابتة (درون) عبر أداء الراجا، ما يوفر نقطةً مرجعيةً للموسيقي وخلفيةً تبرز عليها الموسيقى. تعتمد نغمة الطنبورة على عزف الراجا المترافق معها. عادةً ما تُوكل مهمة عزف الطنبورة إلى طالب لدى من طلاب العازف المنفرد. تضم الأدوات المرافقة الأخرى السارانجي والقدمية.